# Bun an Churraigh
Bun an Churraigh (anglisiert: Bunacurry) ist ein Ort im Norden der Insel Acaill, County Mayo in der Provinz Connacht in Irland.
Im Ort gibt es eine Schule, eine römisch-katholische Kirche und ein ehemaliges Kloster.
Die Nachbarorte sind Dún Ibhir, An Ascaill, Tóin an tSeanbhaile und An Caiseal.

## Verkehr
Die R319 verbindet den Ort nach Westen hin über Dooagh und Keel bis zum Moyteoge Head, nach Südosten hin über Gob an Choire mit der Halbinsel An Corrán und dem Festland.